# Power Up
«Power Up» es una canción grabada por el grupo femenino surcoreano Red Velvet, lanzada como sencillo de Summer Magic, EP veraniego del grupo. «Power Up» se lanzó el 6 de agosto de 2018 por SM Entertainment, junto con el disco. El 24 de abril de 2019, se publicó la versión japonesa de la canción como sencillo digital antes de ser añadido en el álbum japonés Sappy.

## Composición
PopCrush describió al sencillo principal, «Power Up», como una canción up-beat con «una melodía que recuerda a los videojuegos de estilo 8-bit» con letras que expresan sobre el «trabajo duro», siendo el segundo sencillo del grupo veraniego después de «Red Flavor». Durante la conferencia de prensa para su segundo concierto Redmare, Yeri comparó la melodía con el sonido de un juego de Tetris, afirmando que ella pensó «que es exactamente la canción que se supone que debes escuchar en el verano», ya que Wendy comparó la canción con «Red Flavor», lanzado en 2017, y admitió que «no estaba muy impresionada al principio», pero agregó: «cuanto más escuchaba la canción, más energía me daba».

## Videoclip
El vídeo musical fue filmado en la Provincia de Gyeonggi. El videoclip lleva a los espectadores a cinco mundos coloridos, donde los elementos musicales como discos son una parte creativa, que recuerda algunas de las imágenes del vídeo de «Red Flavor». La coreografía de la canción fue creada por Kyle Hanagami, quien creó varias coreografías para el grupo.

## Éxito comercial
«Power Up» encabezó todas las listas de música de Corea del Sur cuando llegó al mercado, logrando un perfect all-kill por primera vez en la carrera del grupo.

## Posicionamiento en listas
| Lista (2018)                         | Mejor posición |
| ------------------------------------ | -------------- |
| Singapur (RIAS)                      | 16             |
| Corea del Sur (Gaon)                 | 1              |
| Corea del Sur (Hot 100)              | 1              |
| Estados Unidos (World Digital Songs) | 6              |

## Certificaciones
| País                                               | Organismo certificador | Certificación | Ventas certificadas | Ref.      |
| Descargas                                          | Descargas              | Descargas     | Descargas           | Descargas |
| -------------------------------------------------- | ---------------------- | ------------- | ------------------- | --------- |
| Corea del Sur                                      | KMCA                   | Platino       | 2 500 000*          | [ 11 ]    |
| *Cifras de ventas basadas solo en certificaciones. |                        |               |                     |           |

## Historial de lanzamiento
| País          | Fecha               | Formato                     | Discográfica             |
| ------------- | ------------------- | --------------------------- | ------------------------ |
| Corea del Sur | 6 de agosto de 2018 | Descarga digital, streaming | SM Entertainment, Iriver |
| Varios        | 6 de agosto de 2018 | Descarga digital, streaming | SM                       |
| Japón         | 24 de abril de 2019 | Descarga digital, streaming | Avex Trax                |